# حارة الرقاص (صنعاء)
حارة الرقاص هي إحدى حارات حي معين بمديرية معين إحد مديريات العاصمة اليمنية صنعاء، بلغ تعداد سكانها 4454 نسمة حسب تعداد اليمن لعام 2004.